# Urban Hymns
Urban Hymns es el tercer álbum de estudio de la banda inglesa The Verve.
Fue lanzado al mercado en septiembre de 1997, y contiene 13 canciones más la pista oculta "Deep Freeze", y en Japón, son las 14 canciones y de tema extra "Lord I Guess I'll Never Know" (lado B de "Bitter Sweet Symphony").
Llegó a ocupar la posición n.º 1 en las listas de Inglaterra, siendo uno de los álbumes más vendidos del año, y recibiendo excelentes críticas por parte de la prensa especializada.
La canción principal del mismo, Bitter Sweet Symphony, es reconocida mundialmente, y ha mantenido su notoriedad a lo largo del tiempo. Hasta la fecha el disco ha vendido más de 10 millones de copias.

## Resumen
En el año 1996, y luego de una momentánea ruptura, el vocalista Richard Ashcroft reunió a la banda para comenzar a grabar un nuevo álbum. El guitarrista Nick McCabe rechazó la invitación, siendo sustituido por Simon Tong, un antiguo compañero de colegio en Wigan, como guitarra principal.
En 1997, Nick McCabe volvió a unirse a la banda, sin que Tong se marchara. Este era un momento crucial para la banda: con la formación al completo, la banda pasó por un proceso de grabación "espiritual" hasta acabar uno de los discos clásicos del britpop, Urban Hymns.
Por primera vez en su carrera, The Verve experimentaba el éxito comercial. No solo fue un éxito en el Reino Unido, sino que también lo fue en los EE. UU. y en gran parte del resto del mundo.
El primer sencillo, Bitter Sweet Symphony, entró en las listas británicas en el n.º 2, y llegó hasta el nº12 en los EE. UU. (Billboard Hot 100), y n.º 4 (Modern Rock Tracks). Posteriormente sería lanzado el segundo sencillo, The Drugs Don't Work, el cual alcanzaría el n.º 1 en el Reino Unido. Finalmente serían editados Lucky Man (n.º 7 R.U. / nº20 EUA) y Sonnet.
El álbum alcanzaría ventas de más de 3 millones de unidades en el Reino Unido, siendo 10 veces Platino, 1'3 millones de copias en EE. UU., certificado con disco de platino y más 10 millones de copias a nivel mundial.
En el año 1998, los lectores de la revista Q votaron por el Mejor álbum de la historia, y Urban Hymns quedó en el puesto nº18. Simultáneamente, en lista de los editores de dicha revista estaba en el nº16.
Ese mismo año, Urban Hymns obtendría el galardón de Mejor álbum del año en los Premios Brit 1998, superando a bandas como Radiohead y Oasis. The Verve también obtendría el premio a Mejor grupo del año.

## Controversia
Si bien la letra de Bitter Sweet Symphony fue escrita en su totalidad por Richard Ashcroft, al día de hoy está acreditada también a Mick Jagger y Keith Richards. Esto se debe a que la canción utiliza un sample (o muestra) de The Last Time, canción de los Rolling Stones, pero de la versión realizada por The Andrew Oldham Orchestra. The Verve originalmente había negociado la utilización de una muestra de seis notas, pero la compañía que poseía los derechos argumento que lo utilizó "más de lo estipulado". El problema llegó a instancias legales, donde The Verve se vio obligado a compartir los derechos de la misma y a hacer figurar en los créditos del tema a Jagger / Richards / Ashcroft.
Sin embargo, y teniendo en cuenta el éxito que la canción estaba teniendo, una nueva instancia judicial obligó a The Verve a ceder el 100% de las ganancias que la misma generara. En una entrevista, Ashcroft dijo: "esta es la mejor canción que Jagger y Richards han escrito en los últimos 20 años".

## Lista de canciones
1. "Bitter Sweet Symphony" (Ashcroft) – 5:57
2. "Sonnet" (Ashcroft) – 4:21
3. "The Rolling People" – 7:01
4. "The Drugs Don't Work" (Ashcroft) - 5:05
5. "Catching The Butterfly" – 6:26
6. "Neon Wilderness" (McCabe/Verve) - 2:37
7. "Space And Time" (Ashcroft) – 5:36
8. "Weeping Willow" (Ashcroft) – 4:49
9. "Lucky Man" (Ashcroft) – 4:53
10. "One Day" (Ashcroft) – 5:03
11. "This Time" (Ashcroft) – 3:50
12. "Velvet Morning" (Ashcroft) – 4:57
13. "Come On" – 6:38/15:15 (incluye Deep Freeze, pista oculta)

Total=67:42*/75:51
- En México, no incluye el tema oculto "Deep Freeze", terminando el disco en 67:42.

### Versión japonesa
13. "Lord I Guess I'll Never Know" (Ashcroft) -4:52
14. "Come On" -6:34
15. "Deep Freeze" - 2:15
Total=74:20

## Lados B
1. "Lord I Guess I'll Never Know" (Ashcroft)
2. "Country Song"
3. "So Sister" (Ashcroft)
4. "Echo Bass"
5. "Three Steps"
6. "The Crab" (Ashcroft)
7. "Stamped"
8. "Never Wanna See You Cry" (Ashcroft)
9. "MSG"
10. "The Longest Day"

## Lista de sencillos
1. "Bitter Sweet Symphony" - n.º 2 (R.U.)
2. "The Drugs Don't Work" - n.º 1 (R.U.)
3. "Lucky Man" - n.º 7 (R.U.)
4. "Sonnet"